# Caspar von Wessel
|  | Ikke at forveksle med Caspar Wessel |
Caspar von Wessel (1. november 1693 i Trondhjem – 9. september 1768 i Nyborg) var en dansk-norsk søofficer og godsejer, yngre bror til Peter Wessel Tordenskiold.
Allerede 1704 gik Wessel til koffardis og gjorde en del rejser i europæiske farvande; 19 år gammel førte han et norsk skib, der forliste på Jyllands kyst, året efter fik han kommandoen over skibet Kronprinsens Galej, og da dette 1713 solgtes til Søetaten, overtog han befalingen på kaperen Grev Danneskiold-Laurvig, som 1715 strandede ved Læsø. Da Den Store Nordiske Krig på dette tidspunkt var i fuld gang, erholdt han kort efter udnævnelse til månedskaptajn (reserveofficer) i Flåden, ansattes i orlogsskibet Sophie Hedevig og deltog på dette i admiral Peter Rabens søslag ved Jasmund 8. august 1715; efter kampen forfremmedes han til fast kaptajn. Det påfølgende år tjente Wessel på hovedflådens admiralskib Elefanten i Østersøen under Ulrik Christian Gyldenløve, men afgik om vinteren til Norge for at gøre tjeneste på sin broder Tordenskiolds eskadre. Her førte han 1717 en afdeling galejer, der opererede ved den svenske grænse, og frelste sine skibe ud af en farlig situation tilbage til Norge, da de svenske forsøgte at overrumple ham; med broderen deltog han 13. maj i det mislykkede angreb på Ny Älfsborg og Göteborg; efter at chefen for orlogsskibet Fyen, kaptajn Sievertz var faldet, fik Wessel kommandoen over dette skib, men ombyttede det senere med Laaland og deltog hermed i kampen ved Strømstad, hvor næsten alle hans officerer såredes. Wessel foretrak imidlertid en mere selvstændig virksomhed og forsattes derfor til chef for fregatten Søridderen, med hvilken han i resten af krigsårene foretog en del konvojrejser og opbragte adskillige priser. I februar 1720 optoges han i adelstanden som von Wessel for at kunne indgå ægteskab med gehejmeråd Valentin von Eickstedts enke, Edele Cathrine Kaas (1679-1742), datter af af overkommissarius, senere stiftamtmand i Trondhjem Hans Kaas til Hastrup (ca. 1640-1700) og Sophie Amalie Bielke (1650-1703). 1720 erholdt han afsked med schoutbynachts karakter, og året efter giftede han sig og tiltrådte samtidig besiddelsen af herregården Ravnstrup på Sjælland, som hans hustru havde købt.
Som landmand var Wessel meget uheldig, og 1740 måtte han med en stor og trykkende gæld afhænde ejendommen, hvorefter ægteparret flyttede til Næstved. Efter hustruens død kom hans ven gehejmeråd Adolph von Plessen ham til hjælp og ansatte ham som fuldmægtig hos kuratoren for Vemmetofte Kloster, men heller ikke i denne stilling følte han sig lykkelig; forgæves søgte han ansættelse i Søkrigskommissariatet og som amtmand. Grev Christian Conrad Danneskiold-Laurvig spærrede ham al adgang til statsansættelse, og til sidst fandt han da på at redde sig ud af sine trykkede kår ved at gøre et rigt parti. Ved mellemkomst af svogeren general Henrik Bielke Kaas lykkedes det ham at vinde enkefrue Elisabeth Skeel til Broholm (1696-1754), enke 1745 efter oberstløjtnant Niels Sehested; hun fordrede som betingelse for at indgå ægteskabet, at han skulle være viceadmiral, og dette ønske opnåede han på Plessens forbøn 1747. 4. august samme år giftede han sig da for 2. gang, dog toges der det forbehold, at Broholm efter hans død skulle oprettes til stamhus for familien Sehested. Efter sin hustrus død flyttede han til Nyborg, hvor han døde barnløs 9. september 1768. Hos Brasch, i hans bog om Vemmetofte, skildres Wessel som en punktlig, betænksom og redelig mand, smuk som broderen, men uden dennes nerve og myndighed.
Han er begravet i Gudme Kirke. Der findes malerier af ham på Broholm og forhen på Kaas.
Han blev i 2012 skildret i et teaterstykke af skuespilleren Mikkel Arne Egelund Hansen. I det kan man "genopleve" Casper von Wessel og hans tid. Stykket foregår i Frederikshavn under "Tordenskioldsdagene – Aaret er 1717".